# Grèbe (bateau)
Pour les articles homonymes, voir Grèbe (homonymie).
Le Dipikar (indicatif visuel P107),  ex- Grèbe (indicatif visuel P679),  est un ancien patrouilleur de la Marine nationale française, transféré à la Marine nationale camerounaise en 2012,.

## Histoire

### Marine nationale
Construit par les chantiers SFCN (Société française de construction navale) à Villeneuve-la-Garenne le Grèbe a été lancé le 16 novembre 1989 en présence de l'amiral Bernard Louzeau, chef d'état major de la marine. Il est entré en service le 6 avril 1991.
C'était le seul patrouilleur du type Espadon 50 en service dans la Marine nationale.
Il a été armé par deux équipages jusqu'en décembre 1993 pour améliorer son autonomie à la mer .

Il a remplacé le patrouilleur Mercure (P765).

Affecté dans un premier temps en Région maritime Atlantique, il a été basé à Toulon en novembre 1997 où il a rempli des missions de souveraineté en Méditerranée.

Ses missions de service public se décomposaient ainsi :

-Surveillance des pêches.

-Contrôles à bord des navires de pêche étrangers et nationaux;

-Missions de recherche et de sauvetage.

-Missions de lutte contre la pollution.

-Missions de défense côtière du littoral et dans la Zone Economique Exclusive.

Le patrouilleur Grèbe était parrainé par la ville de Blaye en Gironde.

### Marine camerounaise
Désarmé par la Marine nationale française fin 2010, il est transféré à la Marine nationale camerounaise en 2012.
Une période d'entretien et de réparation devait être effectuée par la société SOFEMA, qui en confie la sous traitance au chantier marocain IMS Shipyards installé sur l'ancienne BAN de Saint-Mandrier.
À la suite de retards dans ces  travaux, l'admission au service actif de l'ex Grébe, devenu Dipikar ne sera prononcée qu'en 2017.

Le Dipikar a été transporté à Douala par le Happy Diamond de l'armement Big Lift, fin 2016.
Il a pour indicatif visuel P107.